# Лефор, Сесили
Се́сили Лефо́р (англ. Cecily Lefort), урождённая Сесили Марго Маккензи (англ. Cecily Margot MacKenzie; 30 апреля 1900, Лондон — февраль 1945, концлагерь Равенсбрюк) — британская разведчица.

## Биография
Шотландка по происхождению. Жила в Бретани с 24 лет, где познакомилась со своим мужем Алексом Лефором. После начала Второй мировой с мужем бежала в Британию, где начала оказывать помощь несдавшимся французским войскам. В 1941 году вступила в Женские вспомогательные воздушные силы, через год благодаря знанию французского была завербована в Управление специальных операций (секция F), 16 июня 1943 вместе с агентами Дайаной Роуден и Нур Инайят Хан переправлена в Ле-Ман, где установила связь с Анри Дерикуром. Работала в разведывательной сети «Жокей» на юго-востоке Франции, управляемой Фрэнсисом Каммертом.
15 сентября 1943 арестована гестаповцами в Монтелимаре, после пыток отправлена в тюрьму Фреснес (Париж). Спустя несколько месяцев перевезена в концлагерь Равенсбрюк, где вынуждена была носить тюремную робу с красным треугольником (символом антинацистского сопротивления). Находилась на каторжных работах, в феврале 1945 года казнена в газовой камере, поскольку больше не представляла ценности как рабочий. Вместе с ней погибли агенты Дениз Блох, Лилиан Рольф и Виолетта Шабо.
Посмертно награждена французским Военным крестом. Память о ней представлена в виде мемориала Раннимид (графство Суррей, Великобритания), а также мемориальной доске в Валенсае (департамент Эндр, Франция).